# روعي إراد
روعي تشيكي إراد شاعر وموسيقي إسرائيلي شاب، ولد عام 1977م. وأحد محرري دورية "معيان الشعرية. يكتب الشعر السياسي وغير السياسي وحرر ونشر بأنتولوجيا "أدوماه" أي "حمراء" للشعر اليساري، وأنتولوجيا "لاتسيت" أي "اخرجوا"، التي نشرت في بداية سنة 2011م للاحتجاج ضد الحرب الإسرائيلية على غزة. أصدر عام 2000م ديوان "الزنجي"، وعام 2003م ديوان "أيروبيك".

## وصلات خارجية
رسالة إلى الشعب المصري
لعبة الغرب, هآرتس
المرأة التي استطاعت النظر في أعينهم